# هانس کانل
هانس کانل (انگلیسی: Hans Känel؛ زادهٔ ۳ مهٔ ۱۹۵۳) دوچرخه‌سوار اهل سوئیس است.